# فأر قزمي شمالي
فأر قزمي شمالي (الاسم العلمي:Baiomys taylori) هو نوع من الحيوانات يتبع جنس فأر قزمي من فصيلة الفأرية.